# Klobba (nordväst Hammarland, Åland)
Klobba är en halvö i Åland (Finland). Den ligger i den västra delen av landskapet, 27 km nordväst om huvudstaden Mariehamn. Klobba ligger på ön Fasta Åland.